# ألدو أوسوريو
ألدو أوسوريو (بالإسبانية: Aldo Osorio)‏ (12 يونيو 1974 بسان نيكولاس دي لوس آرويوس في الأرجنتين - ) هو لاعب كرة قدم أرجنتيني في مركز الهجوم. لعب مع أرجنتينوس جونيورز وتاليريس وكيلمس ونادي كروتوني ونادي ليتشي ونومانسيا ونيولز أولد بويز وهوراكان وComisión de Actividades Infantiles ‏ ونادي ألميرانته براون ونادي أتليتكو للبنين ‏.

## وصلات خارجية
- ألدو أوسوريو على موقع قاعدة بيانات كرة القدم.إي يو (الإنجليزية)
- ألدو أوسوريو على موقع Soccerway.com (الإنجليزية)